# ونینگ مینسز (دهانه)
ونینگ مینسز یک دهانه برخوردی در سمت پنهان ماه یعنی جایی که از زمین قابل مشاهده نیست، است. دیواره داخلی شمالی این دهانه در امتداد خط استوای ماه نهفته‌است. در شمال این دهانه، دهانه بزرگتر مندل‌شتم قرار دارد و کمی جنوب تر دهانه کیلر واقع شده‌است. همچنین دهانه دیوئر در جنوب شرق این دهانه افتاده‌است.
در اثر فرسایش چندین دهانه کوچک در طول لبه‌های آن پدید آمده‌است که موجب شده لبه‌های این دهانه به خوبی قابل تشخیص نباشد. بزرگ‌ترین حفره‌های درون این دهانه، دهانه کوچکی در طرف شمالی حفره اصلی است. مابقی کف دهانه تقریباً هم سطح است.